# Franz Kraus
Cet article traite de l'administrateur de camp de concentration. Pour le théologien et historien voir Franz Xaver Kraus.
Franz Xaver Kraus (27 septembre 1903, Munich - 24 janvier 1948, Cracovie) est un SS-Sturmbannführer allemand qui occupa divers postes de chef administratif dans plusieurs camps de concentration.

## Biographie
Après avoir fréquenté l'école primaire, Kraus termine un apprentissage en tant que marchand de spiritueux. En 1925, il crée sa propre entreprise, qu'il doit abandonner en 1931, à cause de la Grande Dépression. Kraus rejoint le NSDAP (numéro de membre 405.816) le 1er janvier 1931 et la SS (SS n° 16.299) le 2 novembre 1931, alors qu'il est encore au chômage. Dès le début du mois de janvier 1932, Kraus travaille à plein temps à la Braunen Haus de Munich, au bureau de comptabilité du fonds de secours du NSDAP. À partir d'août 1932, il occupe un poste administratif avec un SS-Sturmbann.
Après l'arrivée au pouvoir des nazis, Kraus prit la direction administrative de plusieurs camps de concentration : camp de concentration d'Esterwegen (juillet 1934-décembre 1934), camp de concentration de Lichtenburg (décembre 1934-mars 1936), camp de concentration de Columbia (avril 1936-novembre 1936). Par la suite, Kraus fut également responsable administratif du camp de concentration de Sachsenhausen jusqu'à fin octobre 1939. Du 1er novembre 1939 au 1er octobre 1941, il est le plus haut responsable administratif de l'inspection générale des camps de concentration.
Dès le début du mois d'octobre 1941, il dirige l'inspection économique de la Waffen-SS en Russie centrale. À Breslau, il est responsable administratif des unités Waffen-SS des environs.
Dans le but de liquider le camp de concentration d'Auschwitz, Kraus y travaille de décembre 1944 à janvier 1945. Il encadre ainsi les marches de la mort. Le 20 janvier 1945, Kraus reçoit l'ordre de tuer les prisonniers qui n'avaient pas été évacués. Kraus déclara plus tard au tribunal qu'il avait déjà quitté le camp le 21 janvier 1945 et qu'il avait refusé d'appliquer cet ordre. Cependant, ce plan n'aurait probablement jamais pu être mis en œuvre en raison de l'approche de l'Armée rouge. Selon les témoignages de prisonniers survivants, Kraus resta au camp de concentration d'Auschwitz jusqu'au 25 janvier 1945 et conduisit un groupe d'officiers SS à travers le camp pour une visite après le 20 janvier 1945. De plus, Kraus aurait fait exploser le dernier crématoire et abattu lui-même plusieurs prisonniers à Auschwitz-Birkenau. Après son départ, il aurait dirigé le bureau de liaison d'Auschwitz à Zittau jusqu'au 17 février 1945. Le but de ce bureau était d'organiser le transfert des gardes SS d'Auschwitz et probablement des prisonniers vers d'autres camps de concentration dont le fonctionnement n'était pas perturbé par la guerre.
Lors du procès d'Auschwitz à Cracovie, Kraus est condamné à mort par le Tribunal national suprême de Pologne le 22 décembre 1947 et pendu quelques semaines plus tard.